# Færder
Færder est une kommune du Vestfold en Norvège, située dans le comté de Vestfold og Telemark.

## Description

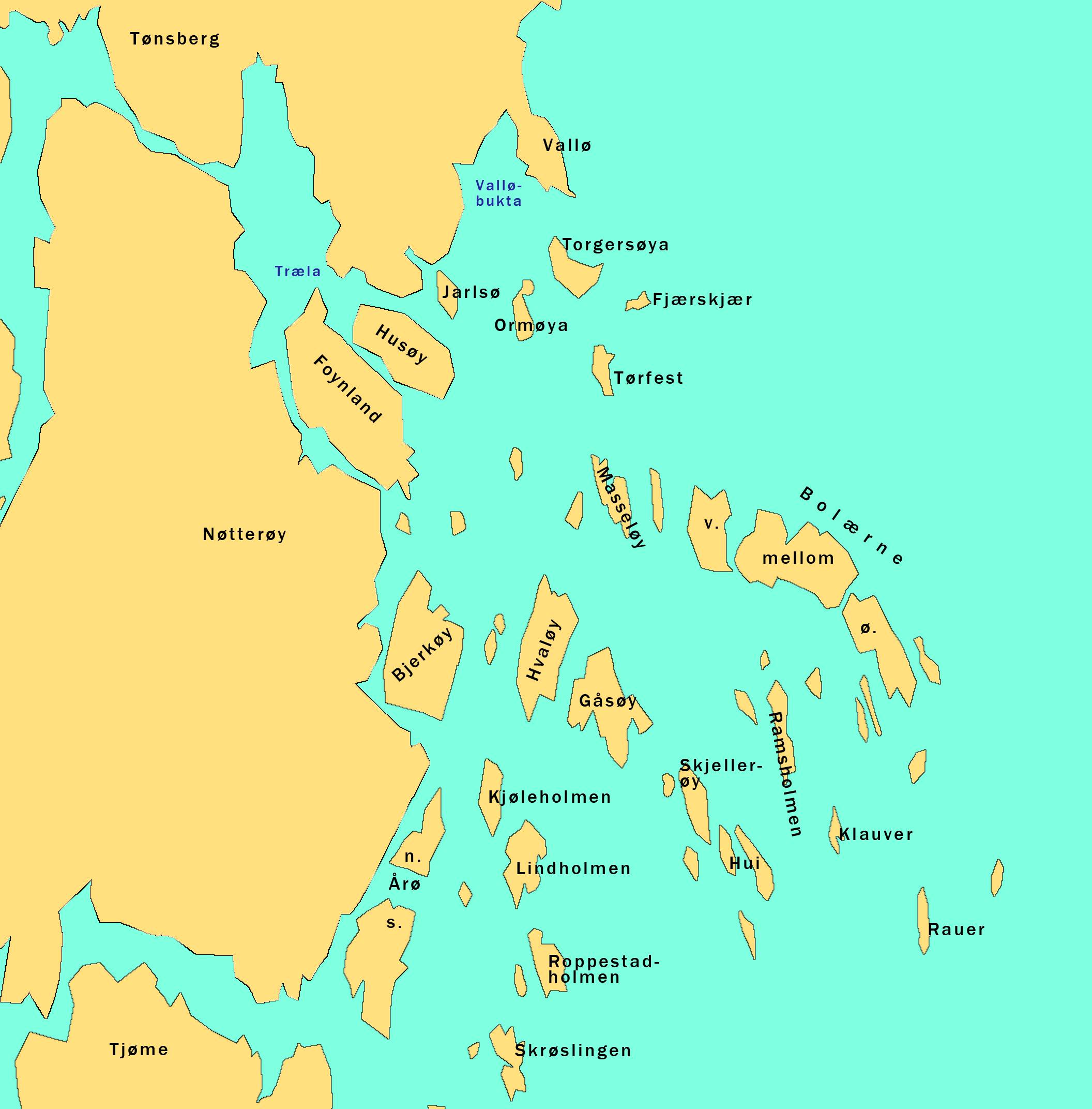
Archipel de Færder

Elle a été formée le 1er janvier 2018 par la fusion des communes de Nøtterøy et Tjøme. La majorité de l'île de Nøtterøy fait partie de la municipalité de Færder, la partie nord de l'île appartenant à Tønsberg. La deuxième plus grande île est Tjøme. 
Les îles de Nøtterøy, Føynland, Tjøme, Brøtsø et Hvasser ont des populations permanentes et sont reliées par des ponts, tandis que les îles de Veierland, Bjerkøy, Hvaløy, Nordre Årøy et Søndre Årøy ont aussi des populations permanentes, mais n'ont pas de pont. 
De plus, il y a environ 650 autres îles et îlots plus grands et plus petits qui sont inhabités toute l'année comme Barneskjær, Bolærne, Håøya, Hui, Kløvningen, Leistein, Ormøy, Sandø, Store Færder, Uleholmen… 
Au plus au sud de la commune se trouvent les îlots de Tristein avec le phare de Færder. Il est considéré comme le point d'extrémité sud de l'Oslofjord.
En 2013, le parc national de Færder a été créé. Cela comprend les îles inhabitées et les fonds marins à l'est et au sud de la municipalité, et l'île de Kløvningen.

## Aires protégées
- Le parc national de Færder
- La réserve naturelle de Kvitskjærene
- La réserve naturelle de Langskjærene
- La réserve naturelle de Pirane
- La réserve paysagère de Storemyr-Fagerbakken
- La zone de conservation du biotope de Kausen
- La zone de conservation du paysage Ormø–Færder
- La zone de conservation du biotope de Torskerumpa
- La zone de conservation du paysage de Rød-Dirhue